# Steyerberg
Steyerberg egy község Németországban, a Weser-Nienburgi járásban. Lakosainak száma 5278 fő (2023. december 31.).

## Földrajza
Steyerberg Pennigsehl, Uchte és Stolzenau községekkel határos.

## Népessége
| Lakosok száma | 5254 | 5236 | 5194 | 5218 | 5263 | 5278 |
|               | 2016 | 2017 | 2019 | 2021 | 2022 | 2023 |